# Cuộc không kích Kunduz
Trận oanh kích Kunduz diễn ra thứ Sáu, 4 tháng 9 năm 2009 khoảng 2:30 sáng giờ địa phương, 7 cây số hướng tây nam thành phố Kunduz, tỉnh Kunduz ở miền bắc Afghanistan, gần các thôn của Omar Kheil theo biên giới của huyện Chahar Dara và Ali Abad. Một phi cơ chiến đấu Hoa Kỳ oanh kích hai xe chở nhiên liệu bị Taliban cướp trước đó ở vùng Bắc Afganistan, làm thiệt mạng tới 90 người, gồm cả thành phần phiến quân và hàng chục dân làng chạy đến để lấy xăng dầu.

## Xe chở nhiên liệu bị cướp
Tư lệnh kiểm soát không khí Kunduz]]
Kondoz, một nơi từng là cứ địa vững chắc của Taliban, đã coi như khá yên ổn cho đến đầu năm 2009 khi phiến quân khởi sự gia tăng các cuộc tấn công, có lẽ nhằm kiểm soát con đường buôn lậu nhiều lợi lộc từ Takjikistan. Phần lớn các cuộc giao tranh ở Afghanistan mùa hè năm 2009 đã xảy ra ở phía Nam và Đông, nơi quân đội Hoa Kỳ và quân Anh hoạt động. Đức có quân trấn đóng ở Kondoz dưới sự điều động của NATO và chịu trách nhiệm an ninh khu vực này. Phiến quân chặn cướp các xe chở nhiên liệu gần căn cứ của Đức lúc 22:00 giờ địa phương, ngày 3/9, có thể để dùng vào cuộc tấn công tự sát nhắm vào nơi này.

## Chiến dịch oanh kích

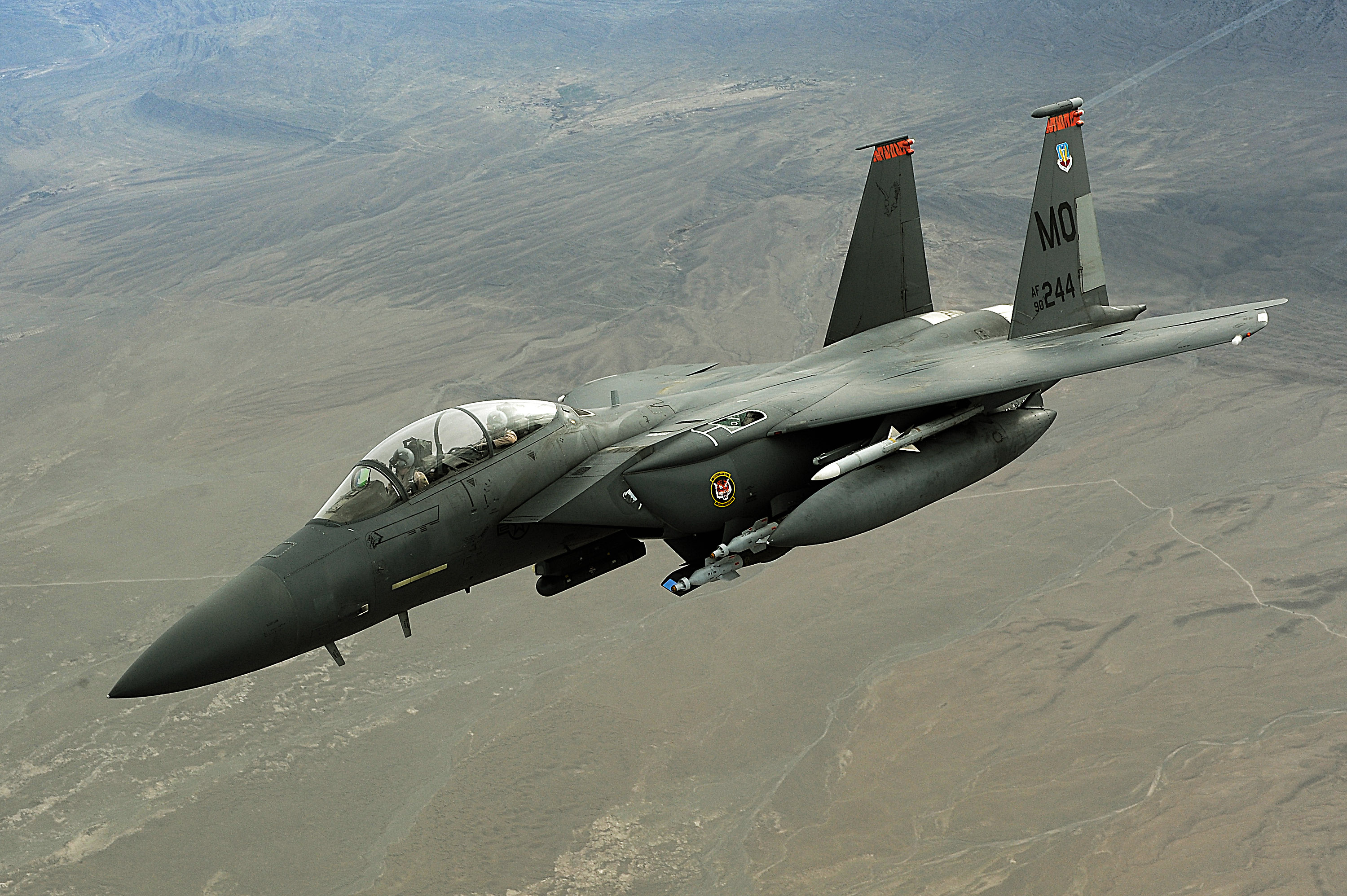
Một chiếc F-15E của Hoa Kỳ tương tự như chiếc dùng trong cuộc tấn công.

Vụ oanh tạc diễn ra chỉ ít giờ sau vụ cướp. Cấp chỉ huy Đức gọi phi cơ lúc 2 giờ 30 sáng yêu cầu có cuộc oanh tạc hai xe chở nhiên liệu bị cướp sau khi một phi cơ do thám không người lái cho thấy không có thường dân trong vùng. Từ lúc gọi phi cơ đến khi có cuộc oanh tạc lâu khoảng 40 phút và thường dân bắt đầu kéo đến lúc đó để lấy nhiêu liệu từ xe. Phi cơ thả hai quả bom 225 kg ở nơi bên ngoài thành phố chính ở tỉnh Kondoz. Đức nói có 50 phiến quân bị giết và không có thường dân trong vùng oanh kích vào lúc đó. Tuy nhiên, sau đó, Tổng Thư ký NATO Anders Fogh Rasmussen công nhận rằng có thể một số thường dân đã thiệt mạng trong cuộc oanh kích này.

## Hậu quả
Vụ thả bom ở tỉnh Kondoz có thể làm gia tăng sự bất mãn của dân chúng Afghanistan trước những tổn thất của thường dân, từng làm cho tư lệnh quân đội NATO ở Afghanistan, Tướng Stanley McChrystal vào tháng 6/2009 ra lệnh giảm thiểu các cuộc oanh tạc ở nơi nào có thể gây ra tổn thất cho thường dân.
Ngày 5/9, Tướng McChrystal nói một số dân làng đã bị thương trong vụ phi cơ oanh tạc, tuyên bố cương quyết giảm thiểu số thiệt hại của thường dân. McChrystal đến thị sát nơi thả bom và viếng thăm một bệnh viện, ngừng lại nói chuyện với một cậu bé 10 tuổi bị phỏng nặng, phải băng bó ở tay và chân. Theo các giới chức địa phương, có hàng chục người đã chết trong biển lửa khổng lồ, nhưng không biết rõ ràng bao nhiêu người là phiến quân và bao nhiêu là thường dân chạy đến xin xăng dầu khi hai chiếc xe này bị lún sình. Một toán điều tra NATO đến nơi này giữa lúc có những đòi hỏi từ các nhà lãnh đạo châu Âu rằng phải tìm hiểu cho rõ căn nguyên. "Từ những gì tôi nhìn thấy hôm nay và sau khi đến bệnh viện, tôi thấy rõ là có một số thường dân đã bị thương tích," Tướng McChrystal nói với các phóng viên ở Kondoz. Tướng McChrystal lội ra khu vực ngập nước đến đầu gối để quan sát hai chiếc xe bồn chở nhiên liệu bị cháy nám đen của NATO. Trước khi đến địa điểm bị thả bom, Tướng McChrystal gặp giới chức địa phương và bày tỏ sự hối tiếc về bất cứ thiệt hại nào cho thường dân và nói rằng cuộc chiến chống Taliban không thể để trả giá bằng sinh mạng thường dân. Ít nhất một giới chức địa phương lên tiếng bày tỏ sự ủng hộ đối việc oanh tạc. "Nếu chúng ta làm thêm ba vụ oanh tạc như vậy thì tình hình Kunduz sẽ hòa bình và ổn định," theo lời Ahmadullah Wardak, một chủ tịch hội đồng quận ở Kondoz. Tướng McChrystal thảo luận về vụ này với Tổng thống Afghanistan Hamida Karzai và sau đó nói với các sĩ quan chỉ huy cao cấp rằng "chúng ta cần phải biết rõ mình đánh vào đâu."